# Dacia Sandero

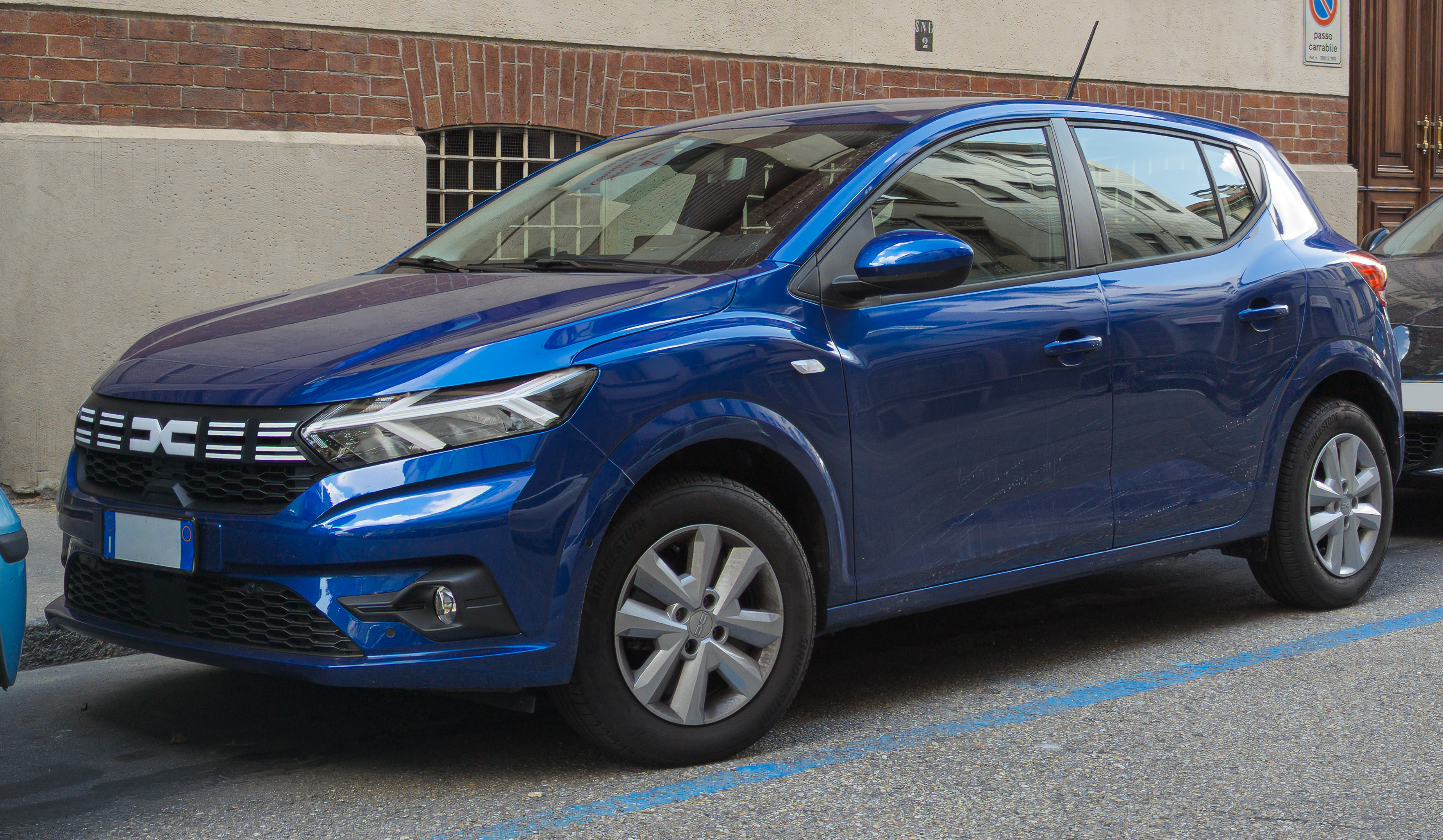
Dacia Sandero

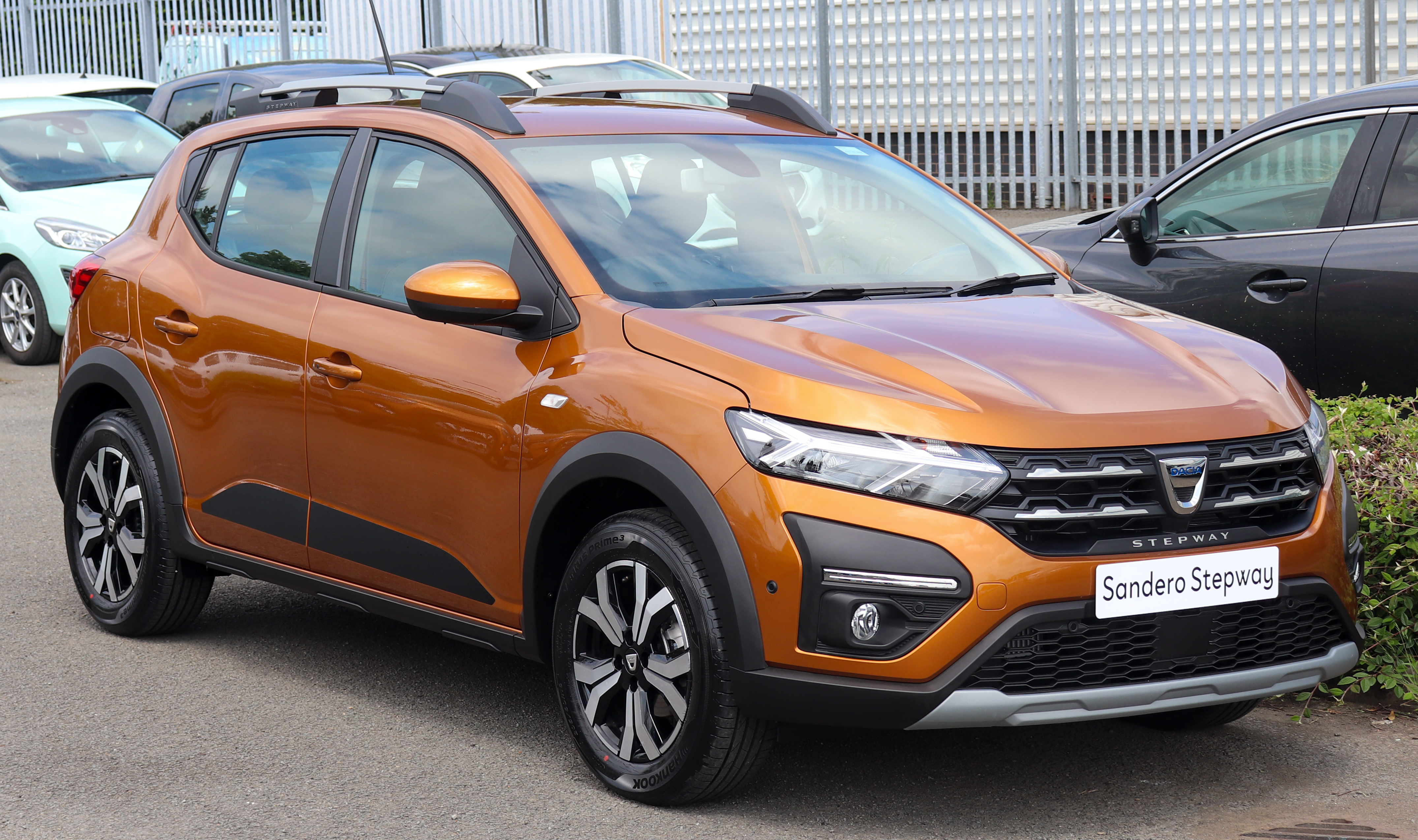
Dacia Sandero Stepway

De Dacia Sandero of Renault Sandero is een hatchback in de compacte klasse van autofabrikant Dacia. De eerste generatie werd gepresenteerd op de 78e autosalon van Genève en is sinds juni 2008 op de markt.
De Sandero, gebouwd in de Curitiba-fabriek in Brazilië, is het eerste model van de Renault-groep dat buiten Europa was ontwikkeld. Net als de Logan wordt deze voor de Europese markt in de Roemeense fabriek in Pitești gebouwd. Buiten Europa wordt het model, dat gebaseerd is op de Renault Clio, aangeboden als Renault Sandero.
De Sandero is ook verkrijgbaar in een versie met hogere bodemvrijheid, bij beide merken met de toevoeging Stepway. De tweede generatie werd eind september 2012 getoond op de autosalon van Parijs en verving begin 2013 de eerste generatie.

## Eerste generatie (2008-2012)
De Sandero kwam in het modeljaar 2008 op de markt en kon worden geleverd met een 1,2 litermotor of een 1,6 liter met 90 pk (energielabel D). Beide motoren waren conventionele benzinemotoren met twee kleppen per cilinder en een multipoint-brandstofinjectiesysteem. In december 2008 werd de 1,5 liter-dCi-dieselmotor (energielabel B) aangekondigd. Deze direct ingespoten Common Rail-dieselmotor leverde 70 pk en was eveneens voorzien van acht kleppen. Vanwege de extra geluidsproductie van een dieselmotor, werd deze versie van de Sandero met motorkapisolatie geleverd. Aanvankelijk hadden de diesels geen roetfilter. In Nederland vormt de Sandero de vervanger van de Dacia Logan sedan, die niet meer verkocht wordt wegens onvoldoende vraag naar compacte sedanmodellen.
Begin februari 2009 werd het motorengamma uitgebreid met de nieuwe 1,2 liter-16-klepper (energielabel B). Deze motor leverde net als zijn iets grotere broer 75 pk. Door de lagere uitstoot (139 gram CO2/km) viel deze versie in een lagere bpm-schaal waardoor de vanafprijs (ondanks de wat duurdere motor) lager was dan bij de andere Sandero's: € 7.990,-.
Na meerdere keren uitstel werd in september bekendgemaakt dat de Dacia Sandero 1.4 MPI voortaan af-fabriek met een lpg-installatie leverbaar zou zijn. De meerprijs ten opzichte van de gewone 1.4 bedroeg € 1.100,-. De Ambiance-uitvoering was vanaf € 10.695 leverbaar, de Lauréate vanaf € 11.695,-. Omdat de motoren opnieuw werden gehomologeerd, had de Dacia Sandero op lpg een energielabel B. Het lpg-systeem was een onderbouwsysteem van 35 liter. Daardoor kwam het reservewiel te vervallen. Voor de vulling is een adapter nodig, maar die werd meegeleverd. Door de kleinere vulopening is de vulsnelheid wel langzamer.
Met de invoering van de Euro-5 emissienorm, per 1 januari 2011, ondergingen de motoren van de Sandero enkele wijzigingen: -1.4 MPi 75 lpg werd vervangen door de 1.2 16V 75 op lpg (per januari 2011)
-1.6 MPi 90 (per juli 2010 alleen leverbaar in de Sandero Stepway) werd vervangen door de 1.6 MPi 85 (per december 2010)
-1.5 dCi 70 werd vervangen door de 1.5 dCi 75 (per december 2010)
-1.5 dCi 85 (niet leverbaar in Nederland) werd vervangen door de 1.5 dCi 90 FAP (roetfilter).
Alle uitvoeringen hadden een handgeschakelde vijfversnellingsbak.

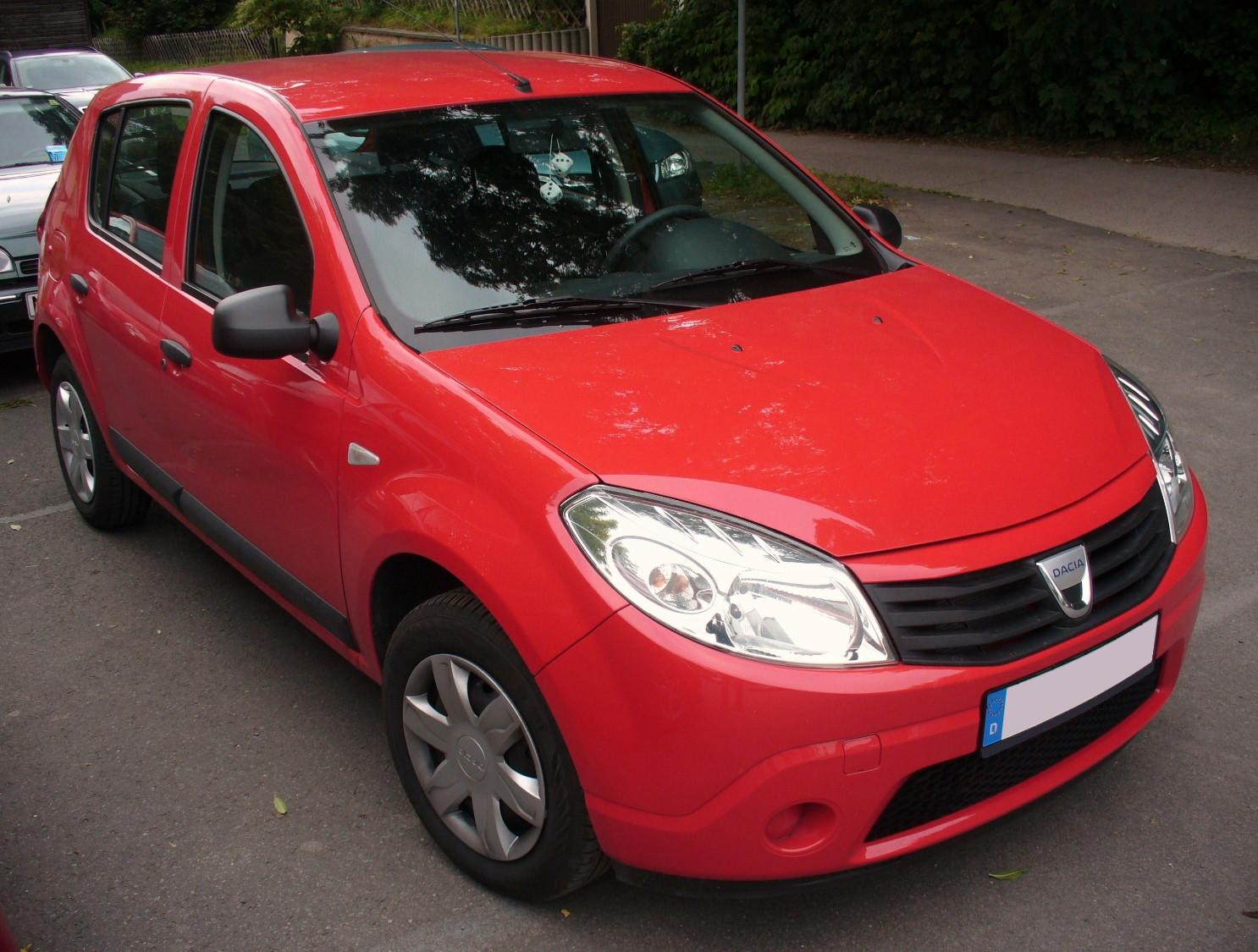
vooraanzicht
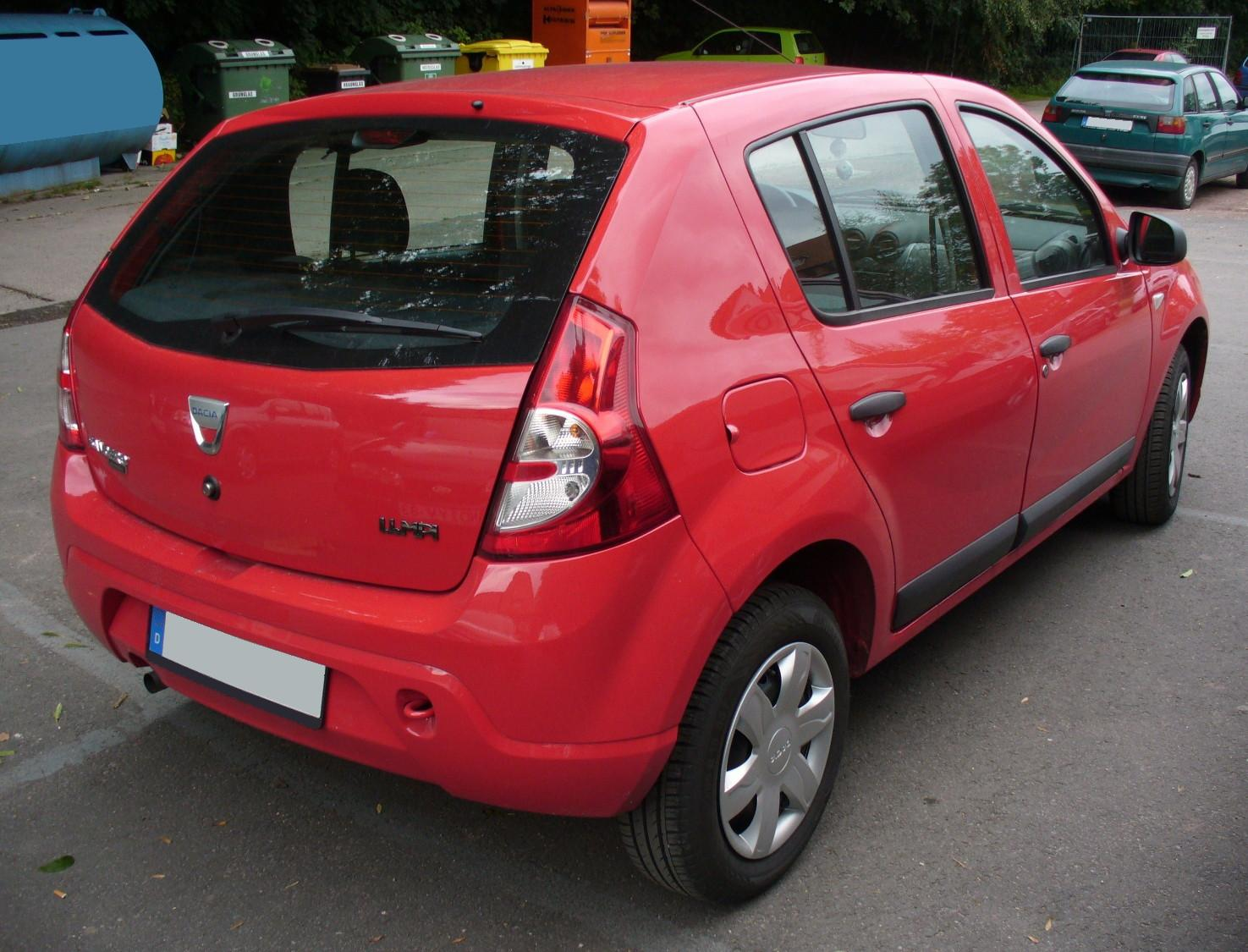
achteraanzicht
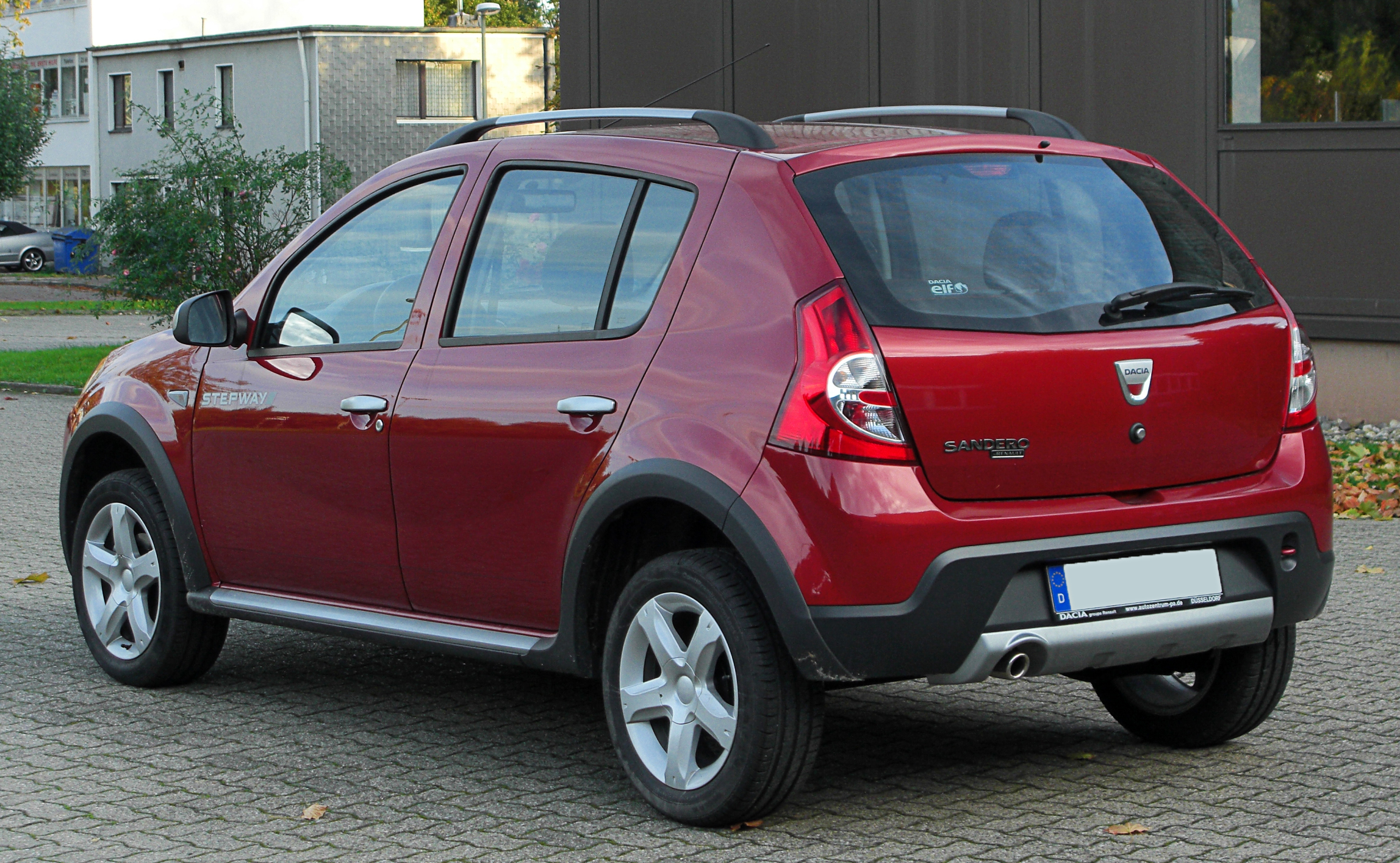
Stepway

## Tweede generatie (B8, 2012-2020)
De wereldpremière van tweede generatie Sandero, gebaseerd op de vierde generatie Renault Clio, vond plaats op 27 september 2012 op de autosalon van Parijs. De tweede generatie verscheen officieel in januari 2013 op de Europese markt, maar de eerste auto's werden al in november 2012 afgeleverd. Voor het eerst waren ESP en elektrohydraulische stuurbekrachtiging standaard.
De Sandero II geldt als beter afgewerkt, completer uitgerust en heeft een uitgebreide optielijst, met zaken als MediaNAV-infotainment met kleurenscherm, bluetooth, DAB+, een achteruitrijcamera, parkeersensoren en hill start assist.
Vanaf de facelift bestaat het Nederlandse motorgamma uit slechts één motorvariant, de 0,9 TCe driecilinder turbobenzinemotor (90 pk), die ook als Bi-Fuel op benzine/lpg wordt aangeboden. In 2018 werd een atmosferische 0,9 SCe drieclinder (75 pk) toegevoegd. Alle uitvoeringen hebben een handgeschakelde vijfversnellingsbak. Vanaf 2016 werd als optie een Easy-R-transmissie leverbaar, een gerobotiseerde handbak met eveneens vijf versnellingen.
Naast de vijfdeurs hatchback werd opnieuw de Stepway-modelvariant aangeboden met een 40 mm grotere bodemvrijheid. Verder heeft de Stepway enkele onderdelen die hem het uiterlijk van een terreinauto moeten geven, zoals dakrails en bumper- en spatbordranden gemaakt van gedeeltelijk zilverkleurig plastic.

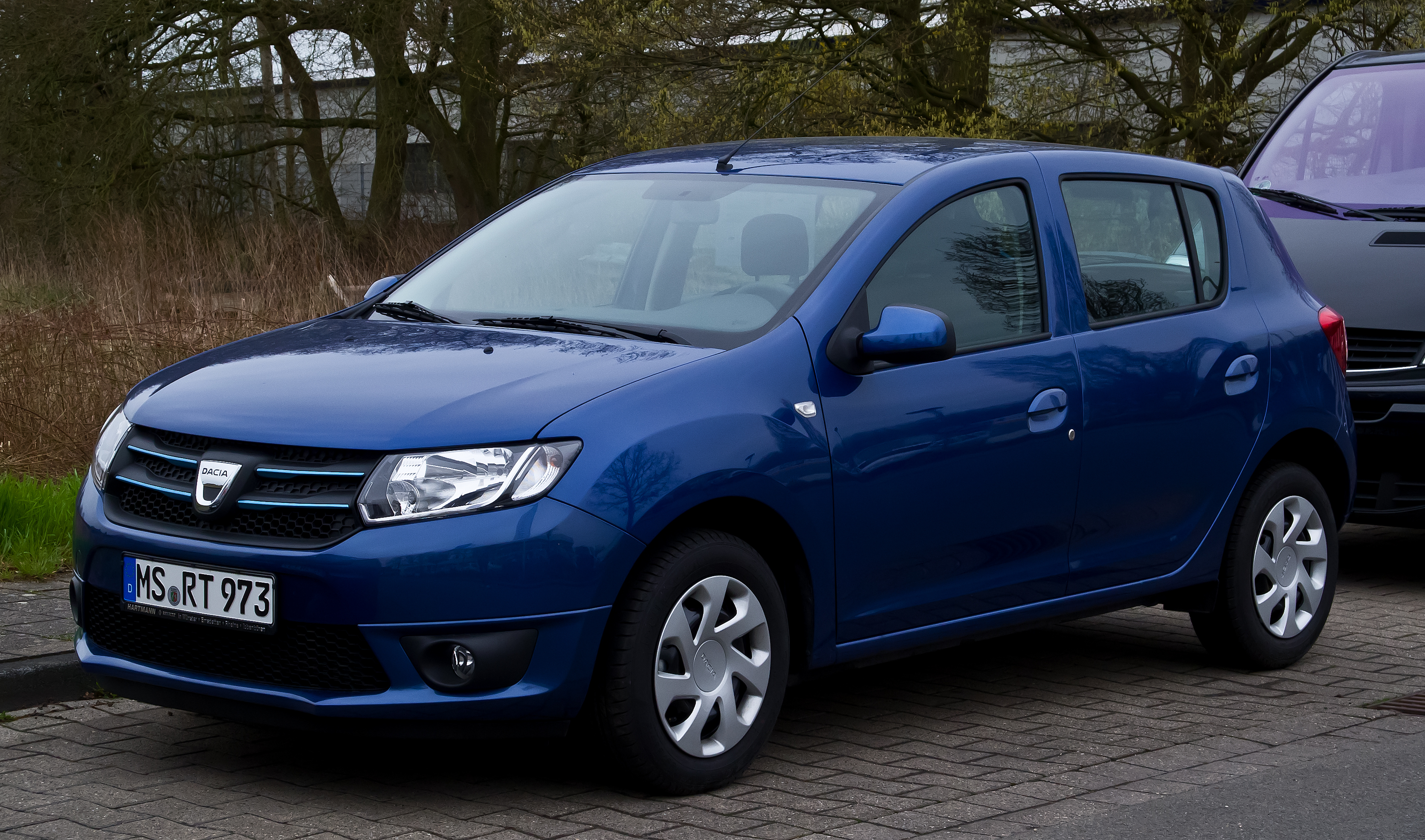
vooraanzicht
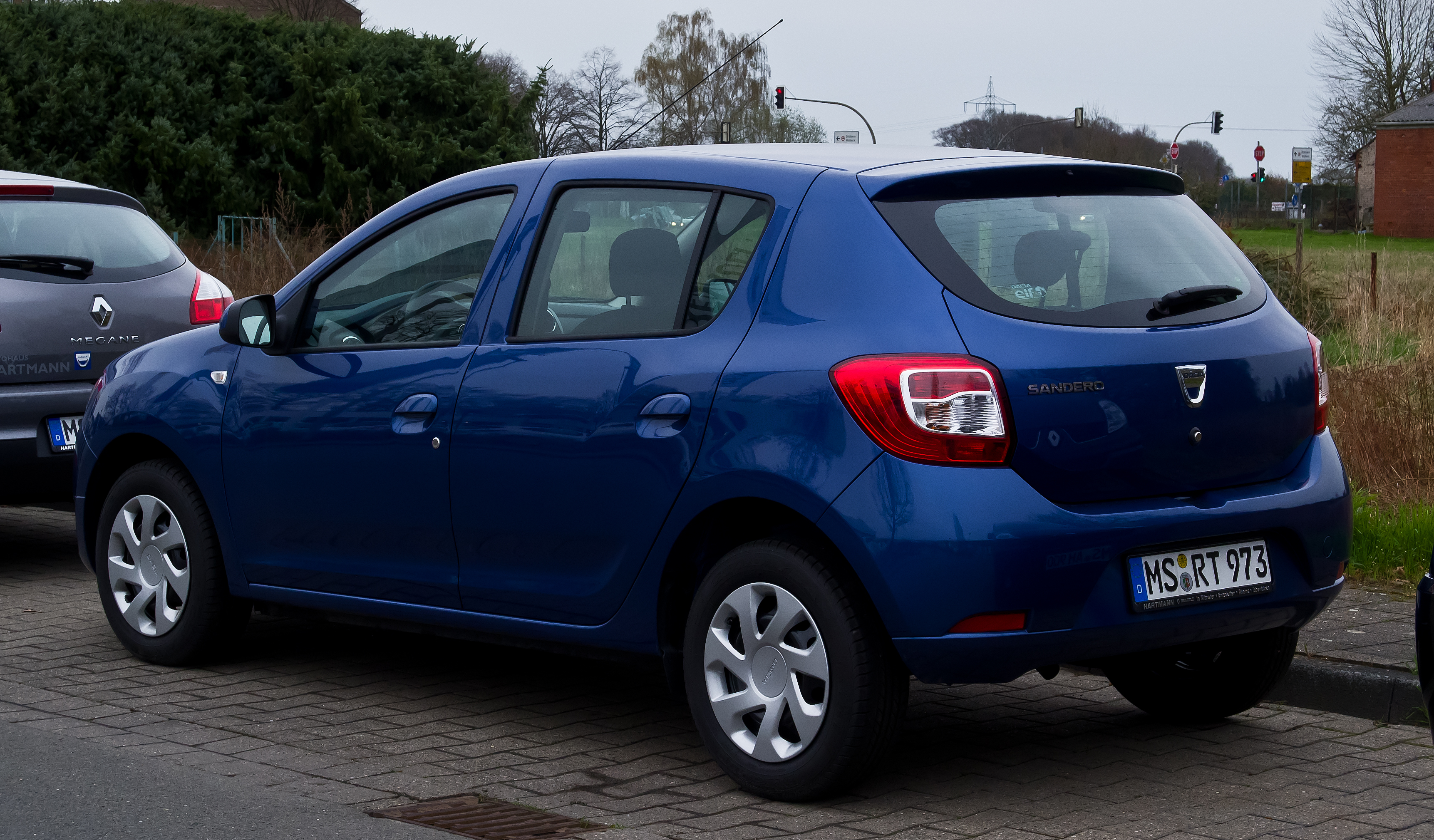
achteraanzicht
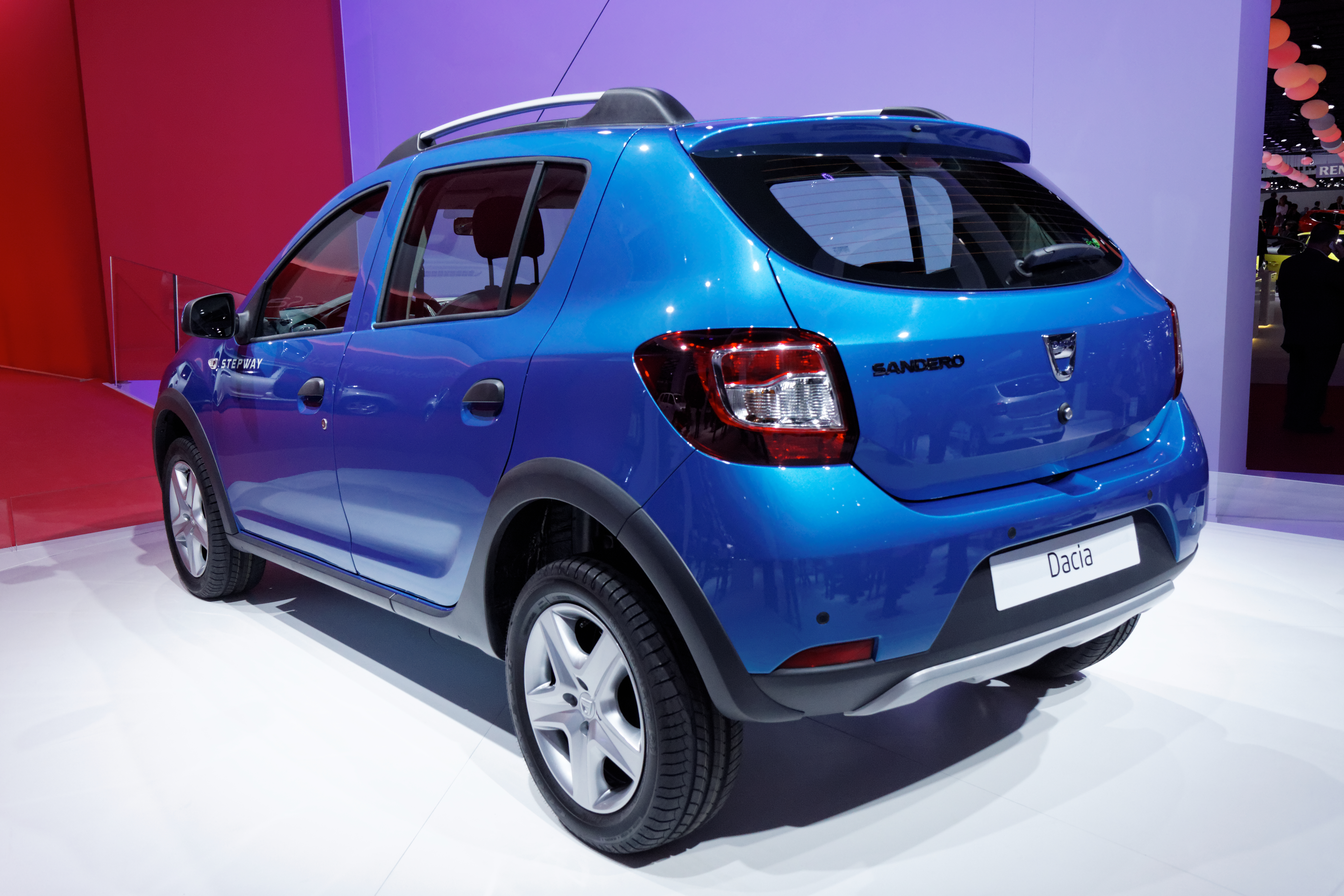
Stepway

## Derde generatie (DJF, sinds 2021)
Vanaf januari 2021 werd de derde generatie Dacia Sandero leverbaar, net als de voorganger als Sandero en als stoerder vormgegeven Sandero Stepway die meer dan de helft van de Sandero-verkopen voor zijn rekening neemt. De basisprijzen van beide versies bedroegen op dat moment in Nederland respectievelijk 13.490 en 16.290 euro.
Het ontwerp van de derde generatie is compleet nieuw en valt op door Y-vormige led-dagrijverlichting en led-achterlichten (afhankelijk van de uitvoering). De afmetingen zijn nauwelijks gewijzigd maar het model oogt lager en breder en het interieur biedt meer beenruimte en een iets grotere kofferbak (328 liter) dan zijn voorganger. De Dacia Sandero III maakt als eerste Dacia gebruik van het CMF-platform van Groupe Renault, waarmee het model dezelfde technische basis heeft als de Renault Clio V en de Renault Captur II. Daarmee maakt de derde generatie Sandero qua veiligheid, technologie en CO2-emissie een grote stap ten opzichte van zijn voorganger.

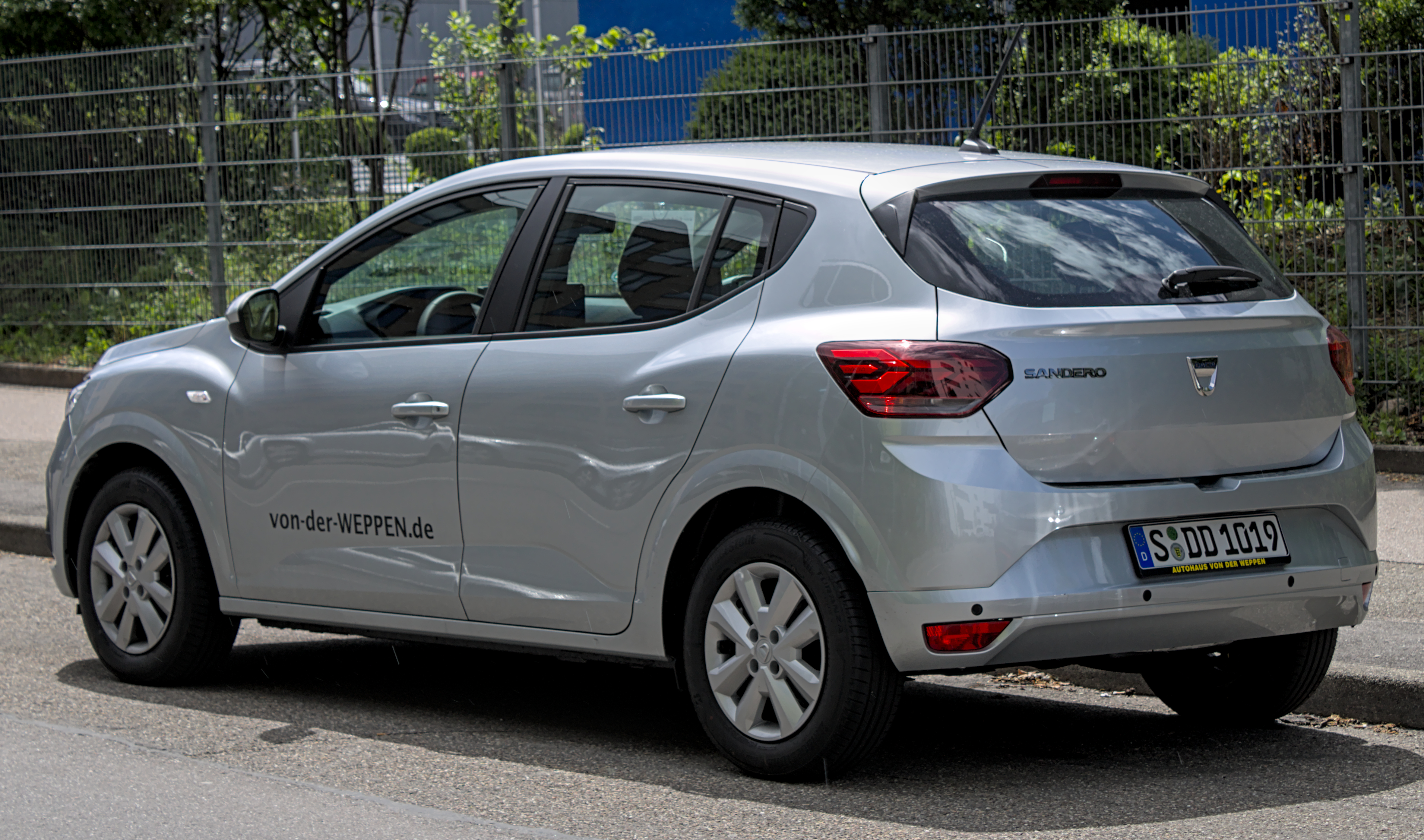
Achteraanzicht
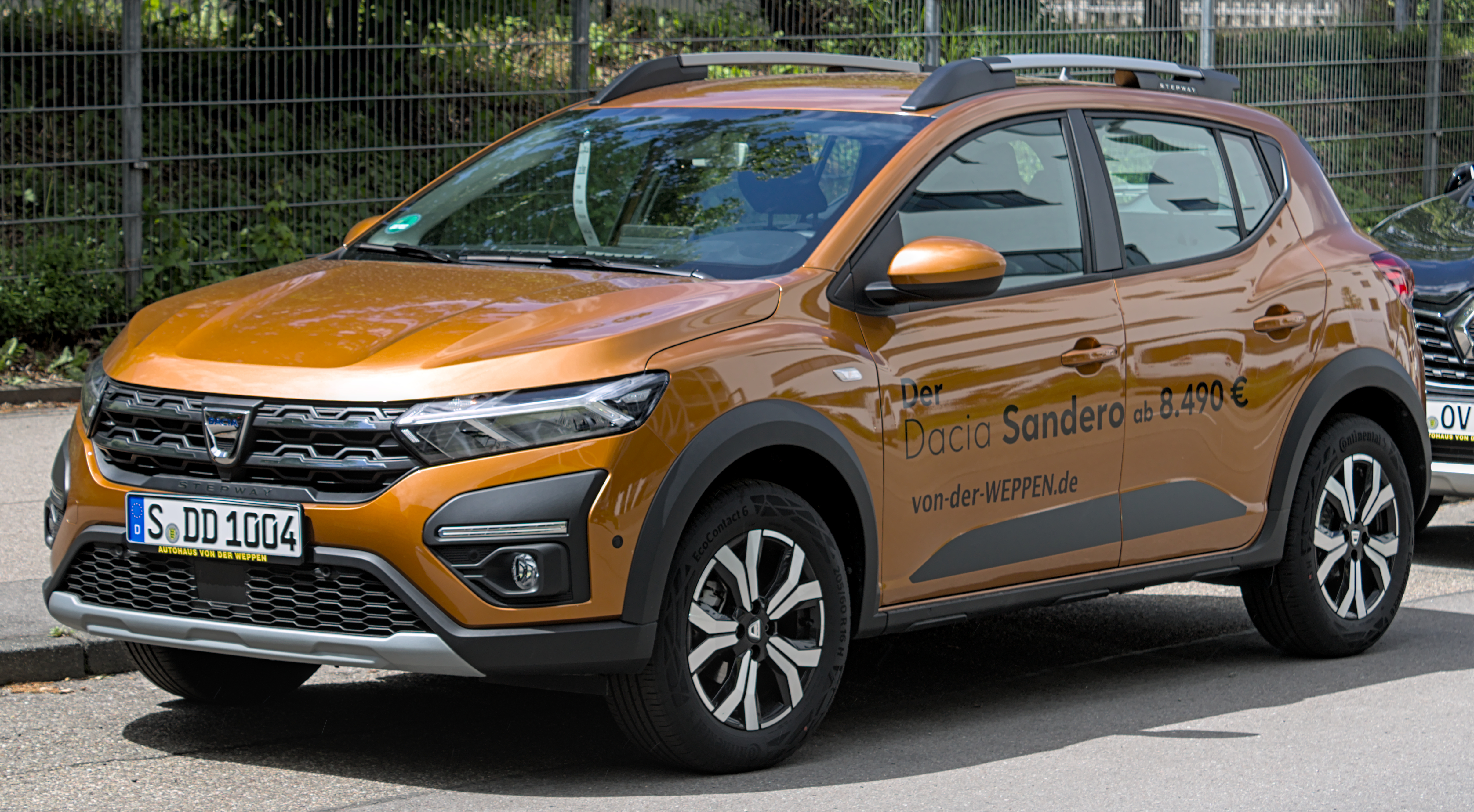
Dacia Sandero Stepway (sinds 2021)
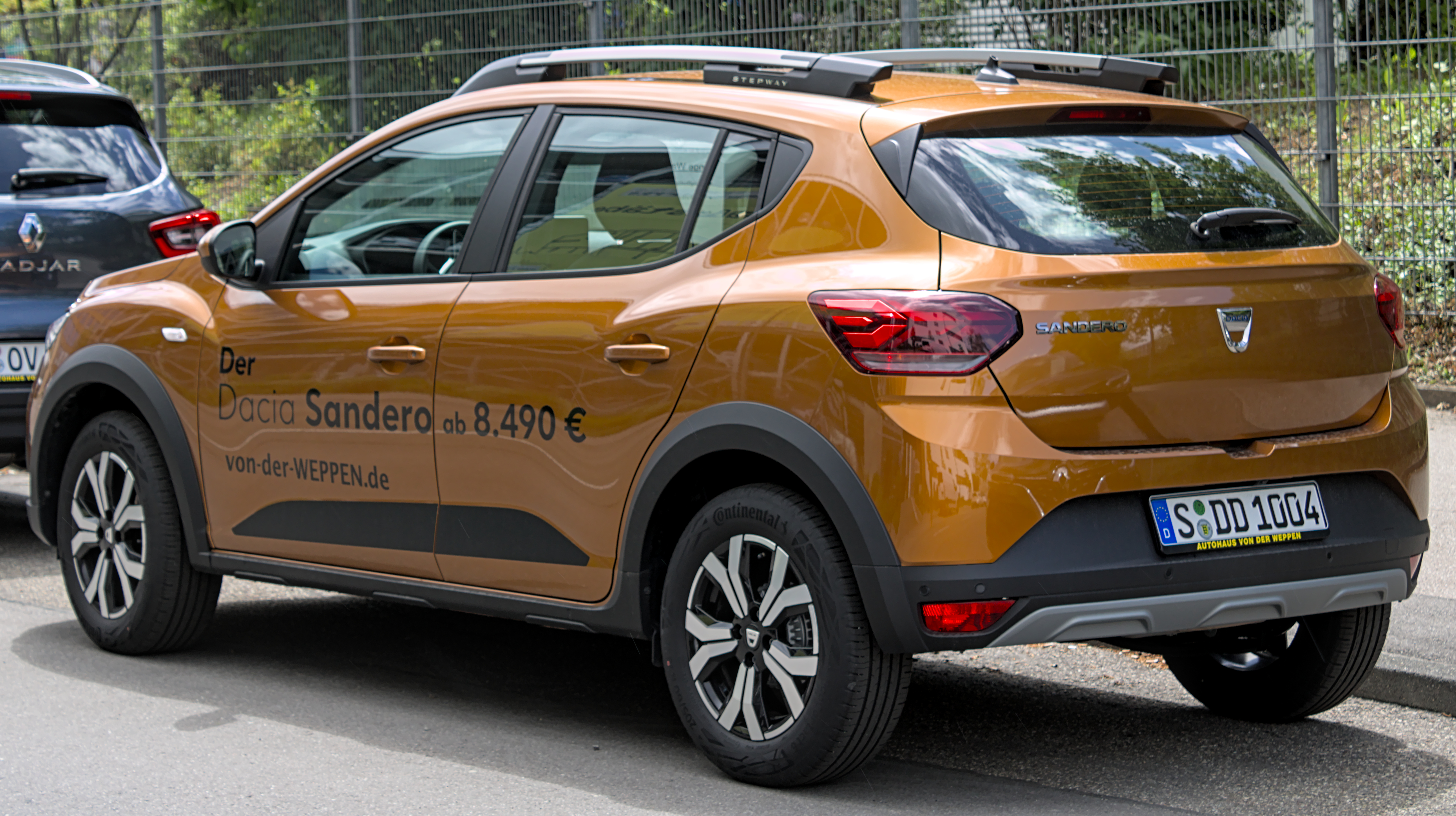
Achteraanzicht

In productie:
Duster ·
Jogger ·
Logan ·
Sandero ·
Spring

Niet meer geproduceerd:
500 ·
1100 ·
1210 ·
1300 ·
1302 ·
1304 ·
1305 ·
1307 ·
1309 ·
1310 ·
1320 ·
1325 ·
1410 ·
1410 Sport ·
2000 ·
Dokker ·
Lodgy ·
Nova ·
Solenza ·
SupeRNova